# Atrophaneura aidoneus
Atrophaneura aidoneus is een vlinder uit de familie van de pages (Papilionidae). De wetenschappelijke naam van de soort is, als Papilio aidoneus, voor het eerst geldig gepubliceerd in 1845 door Edward Doubleday.